# Kielholen (Schiffbau)

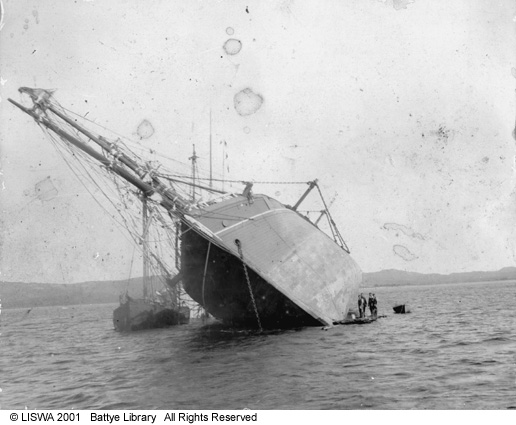
Arbeiten am Unterwasserschiff

Kielholen bezeichnet das seitliche Umlegen eines Schiffs an Land zur Untersuchung, Reinigung und Ausbesserung seiner Unterwasserteile an Orten, an denen Trockendocks nicht vorhanden sind. Ein Grund dafür war die Entfernung von Muscheln vom Schiffsrumpf, da ein starker Muschelbewuchs die Geschwindigkeit eines Schiffes erheblich mindert, sowie Anbringung neuer Anstriche oder Beplankungen gegen den Befall durch den Schiffsbohrwurm. Die früher gebräuchlichen Holzrümpfe waren dafür besonders anfällig, heute werden Schiffsrümpfe in der Regel mit Antifouling-Farben gegen Anlagerungen und Befall durch den Schiffsbohrwurm behandelt.